# Ігорс Степановс
Ігорс Степановс (латис. Igors Stepanovs, нар. 21 січня 1976, Огре) — латвійський футболіст, що грав на позиції флангового півзахисника, захисника.
Виступав, зокрема, за клуби «Сконто» та «Арсенал», а також національну збірну Латвії.
Семиразовий чемпіон Латвії. Чемпіон Англії.

## Клубна кар'єра
У дорослому футболі дебютував 1993 року виступами за команду «Сконто», в якій того року взяв участь у 9 матчах чемпіонату. Протягом 1994 року грав за другу команду клубу, а з наступного року повернувся до першої команди. Відтоді відіграв за основну команду ризького клубу наступні п'ять сезонів своєї ігрової кар'єри. Більшість часу, проведеного у складі «Сконто», був основним гравцем команди. Загалом у складі лідера тогочасного латвійського футболу сім разів виборював титул чемпіона Латвії.
У 2000 році уклав контракт з клубом «Арсенал», у складі якого провів наступні три роки своєї кар'єри гравця. За цей час додав до переліку своїх трофеїв титул чемпіона Англії.
Згодом з 2003 по 2010 рік грав у складі команд клубів «Беверен», «Грассгоппер», «Юрмала-VV», «Есб'єрг», «Шинник» та «Олімпс».
Завершив професійну ігрову кар'єру у клубі «Юрмала-VV», у складі якого вже виступав раніше. Прийшов до команди 2010 року, захищав її кольори до припинення виступів на професійному рівні у 2011 році.

## Виступи за збірну
У 1995 році дебютував в офіційних матчах у складі національної збірної Латвії. Протягом кар'єри у національній команді, яка тривала 17 років, провів у формі головної команди країни 100 матчів, забивши 4 голи.
У складі збірної був учасником чемпіонату Європи 2004 року у Португалії.

## Титули і досягнення

### Командні
- Чемпіон Латвії (7):

«Сконто»: 1993, 1995, 1996, 1997, 1998, 1999, 2000
- Володар Кубка Латвії (5):

«Сконто»: 1992, 1995, 1997, 1998, 2000
- Чемпіон Англії (1):

«Арсенал»: 2001-2002
- Володар Кубка Англії (2):

«Арсенал»: 2001-2002, 2002-2003

### Особисті
- Футболіст року в Латвії: 2005